# Fredsförklaring
Fredsförklaring (org.titel Waging Heavy Peace: A Hippie Dream) är en självbiografisk bok av musikern Neil Young, utgiven 2012. 
Han berättar i boken om sitt liv och bland annat skildras karriär, familjeliv, intressen, och hans olika projekt vid sidan om musiken. 
Young tackade nej när förlaget erbjöd honom en spökskrivare. Skrivandet finns i familjen, hans far Scott Young var verksam som journalist och författare. 